# Stonogobiops dracula
Stonogobiops dracula es una especie de peces de la familia de los Gobiidae en el orden de los Perciformes.

## Morfología
- Los machos pueden llegar a alcanzar los 7 cm de longitud total.
- Número de vértebras: 26.[1][2]

## Hábitat
Es un pez de Mar y, de clima tropical y asociado a los arrecifes de coral que vive entre 15-37 m de profundidad.

## Distribución geográfica
Se encuentra en las Seychelles y Maldivas.

## Observaciones
Es inofensivo para los humanos. 